# Ficimia olivacea
Ficimia olivacea (мексиканська гачконоса змія) — вид змій родини полозових (Colubridae). Ендемік Мексики.

## Поширення і екологія
Мексиканські гачконосі змії мешкають в горах і на рівнинах на сході Мексики, в штатах Тамауліпас, Веракрус, Сан-Луїс-Потосі, спостерігалися в Мехіко і в Оахаці. Вони живуть у вічнозелених тропічних лісах і гірських хмарних лісах, трапляються в деградованих лісах, на полях і плантаціях. Зустрічаються на висоті від 500 до 1100 м над рівнем моря.